# Amanda Milling
Amanda Milling (ur. 12 marca 1975 w Burton upon Trent) – brytyjska polityk, członek Partii Konserwatywnej, w latach 2015–2024 poseł do Izby Gmin z okręgu Cannock Chase. Od 13 lutego 2020 do 15 września 2021 zajmowała stanowisko ministra bez teki w drugim gabinecie Borisa Johnsona, będąc jednocześnie współprzewodniczącą Partii Konserwatywnej (z Benem Elliotem).

## Życiorys
Ukończyła Moreton Hall School, a następnie podjęła studia z dziedziny ekonomii i statystyki na University College London, które ukończyła w 1997 roku. Pracowała jako analityk rynku, specjalizując się w sektorze finansowym.
W 2015 roku została wybrana posłem do Izby Gmin z okręgu Cannock Chase, uzyskała reelekcję w 2017 i 2019 roku. W administracji rządowej zajmowała się m.in. sprawami Azji i Bliskiego Wschodu, biznesu, energii i strategii przemysłowej. W okresie 13 lutego 2020 – 15 września 2021 jako współprzewodnicząca Partii Konserwatywnej uczestniczyła w posiedzeniach rządu będąc ministrem bez teki.
W 2023 została Damą Komandorem Orderu Imperium Brytyjskiego (DBE)
W 2024 nie została ponownie wybrana do Izby Gmin.